# 周彦青
周彦青（1973年—），云南腾冲人，布依族，中华人民共和国政治人物、第十二届全国人民代表大会解放军代表。
毕业于云南省艺术学院声乐表演专业。加入中国共产党。2013年，担任全国人大代表，是成都军区战旗文工团歌唱演员。